# Himalaya

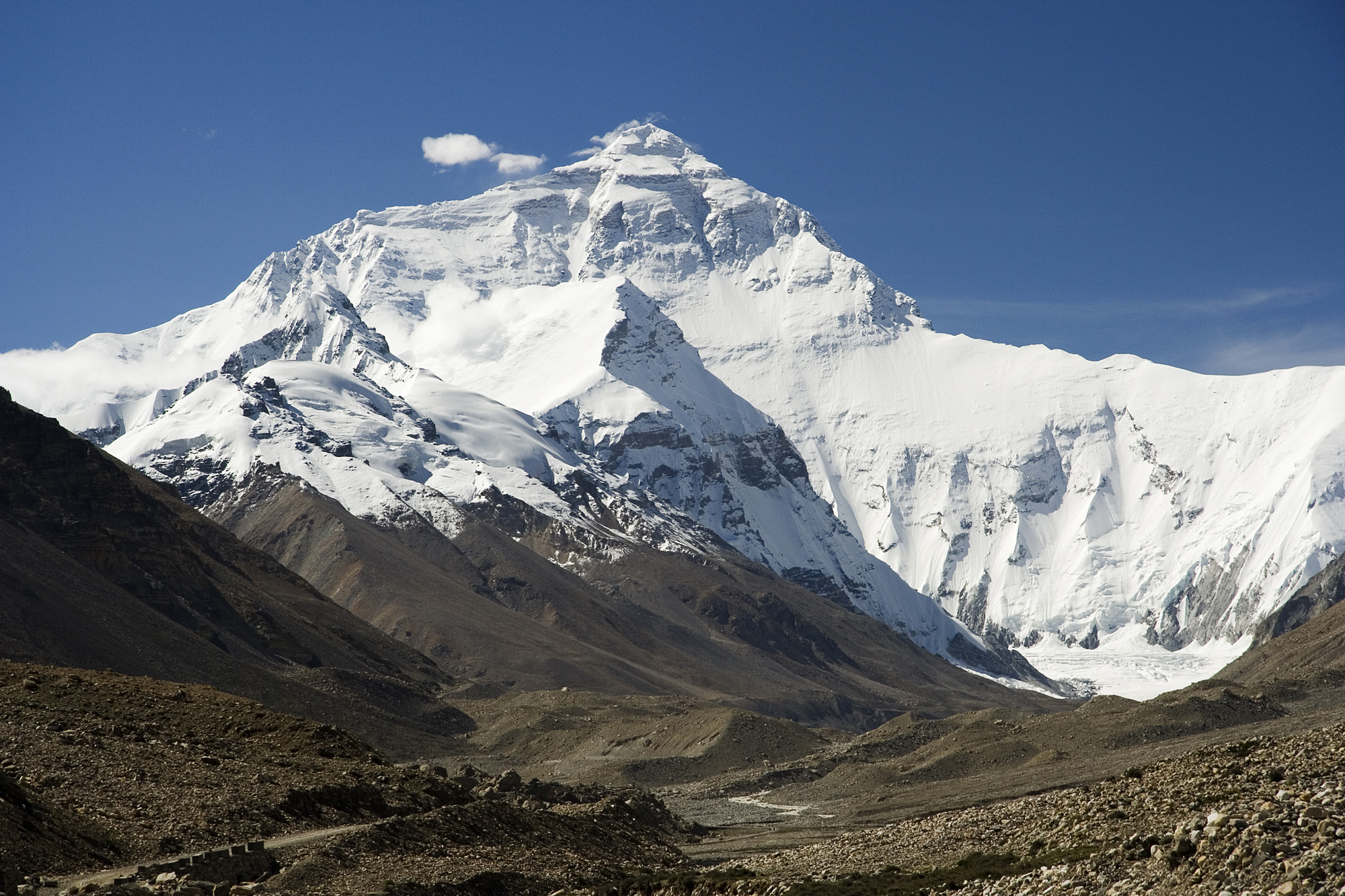
Mount Everests nordsida, Tibet.

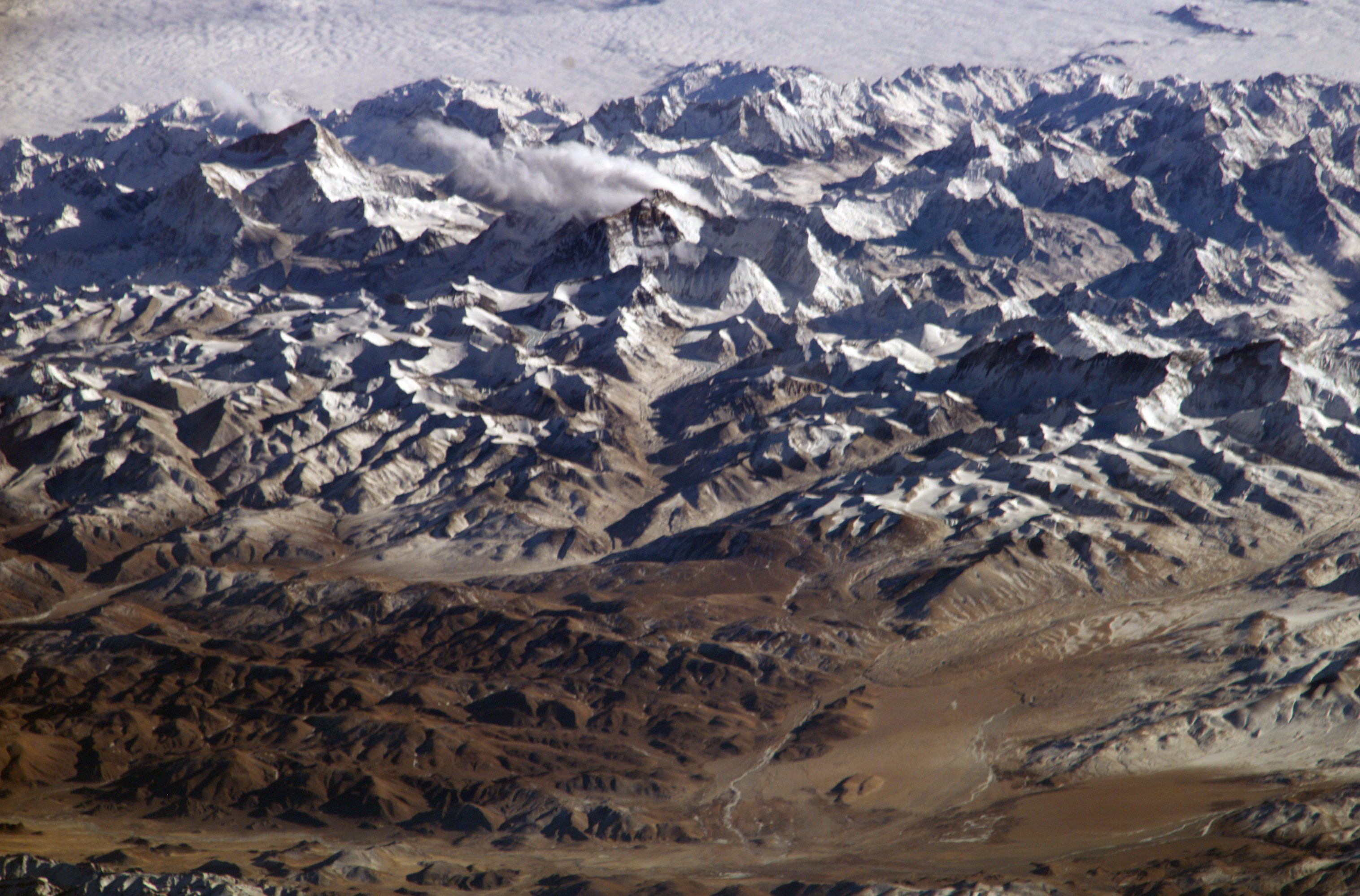
Himalaya sett från ISS.

Himalaya (sanskrit: हिमालय, himālaya, "snöns boning", sammansatt av hima "snö, frost" och ālaya "boning") är en bergskedja i Asien. Den skiljer den indiska halvön från Tibetplatån.
I bergssystemet finns nio eller tio bergstoppar över 8 000 meter, däribland Mount Everest och Kangchenjunga, två av jordens tre högsta berg. Ytterligare fyra eller fem toppar över 8 000 meter finns i angränsande Karakoram. I förhållande kan man sätta berget Aconcagua i Anderna, som med sina 6 962 meter är den högsta toppen i andra bergskedjor, medan Himalaya har över femtio bergstoppar som överstiger 7 200 meter.
Himalaya sträcker sig från Indus genombrottsdal i väster till Brahmaputra-Sangpos i öster. Bergskedjan är cirka 2 500 kilometer lång och 80–200 kilometer bred. Bergskedjan går i en mot syd böjd båge mellan 36 och 26 grader nordlig bredd, och hänger i väster nära samman med Hindukush och sin nordliga parallellkedja Karakorum, medan det i öster stöter mot de från Tibet till Indokina i nordlig-sydlig riktning gående veckbergen. Betraktad i sin helhet, består Himalaya av en rad parallella kedjor, sinsemellan förenade genom sidokammar, som utgrenar sig från bergsknutarna och kröns av ovanligt höga toppar.
Himalayas geologiska sammansättning består av en rad olika bergarter från de flesta av jordens tidsåldrar. Omvandlade skiffrar från arkeikum, kambriska röda skiffrar, siluriska kvartsiter och revkalkstenar, karbonska krinoidkalkstenar och vita kvartsiter, vidare av musselkalk, dolomit och gröna skiffrar från trias, vit kritkalksten från jura. De begränsas alla i nord och syd av tertiära avlagringar, i synnerhet från eocen som till hög grad är veckade. Till sin stora höjd lyfts berget genom den tertiära veckning, som är orsaken även till Centralasiens övriga bergländer.

## Ekologi
Växt- och djurrikedomen i Himalaya varierar med klimat, regnmängd, höjd och jordmån, skapar olika distinkta ekoregioner. Klimatet går från tropiskt vid bergskedjans fot till permanent nedisat vid toppen. Regnmängden är minst i väst och ökar när man går österut.

### Låglandsskogar
Vid Indus-Gangesslätten vid bergskedjans fot ligger en alluvialslätt som tömts på vatten av Indus- och Ganges-Brahmaputra-flodsystemen; vegetationen varierar därför från väst till öst beroende på mängden regn. De uttorkade nordvästra taggbuskskogarna upptar Pakistans slätter och indiska Punjab. Längre österut ligger de övre gangesslätternas lövskogar tillhörande Uttarakhand och Uttar Pradesh, samt de lägre gangesslätternas lövskogar tillhörande Bihar och Västbengalen. Dessa är monsunskogar med lövträd som förlorar sina löv under den torra säsongen. Brahmaputradalens halvvintergröna skogar är något vattenrikare och upptar större delen av Assams slätter. även vissa ställen vid Himalayas nedre bergstoppar kan förekomma barrskog eller taiga.

## Ursprung och uppkomst

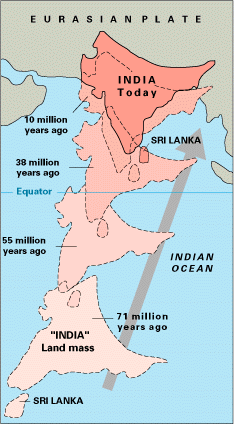
Den indiska landmassans över 6 000 kilometer långa resa innan kollisionen med den asiatiska kontinentalplattan för 40 miljoner–50 miljoner år sedan.

Himalaya är bland de yngsta bergskedjorna på jorden, och en del av det omfattande bergskedjebältet Alpiderna som skapats under den så kallade alpina orogenesen. Enligt den moderna plattektonikteorin är bergskedjans bildande ett resultat av en kontinentalkollision eller orogenes längs med den konvergenta plattgränsen mellan Indoaustraliska och Eurasiska kontinentalplattan. Kollisionen började för ungefär 50 miljoner år sedan, då den indiska kontinentalplattan, sedermera Indoaustraliska plattan, som rörde sig norrut i en hastighet om cirka 20 centimeter per år, började kollidera med Eurasiska kontinentalplattan. I och med det stängde den här snabbrörliga plattan Tethyshavet, vars existens man endast kunnat bekräfta tack vare sedimentära bergarter på havsbottnen och de vulkaner som finns där. Eftersom dess sediment var lätta så pressades de ihop till bergskedjor istället för att sjunka till botten. Den Indoaustraliska plattan fortsätter att driva horisontellt in under Tibetplatån, vilket tvingar platån att röra sig uppåt. Höglanden Rakhine Yoma i Myanmar och öarna Andamanerna och Nikobarerna i Bengaliska viken bildades även de som ett resultat av kollisionen.
Den stora indoaustraliska plattan rör sig fortfarande 67 millimeter per år. Dess västra del, som är på väg att åter bli en självständig indisk kontinentalplatta, bromsas dock upp i den kraftiga kollisionen med Asien, och åker nu mot den eurasiska kontinentalplattan med en hastighet av cirka 35 mm/år i väst och upp till 50 mm/år i öst. Vid Tibetplatån ligger hastigheten kring 36–40 mm/år. Cirka 20 millimeter per år av sammanstrålningen mellan Indien och Asien absorberas av Himalayas södra front. Detta leder till att Himalaya reser sig cirka 5 millimeter per år. Området är därmed seismiskt aktivt, vilket understundom leder till jordbävningar.

## Glaciärer och flodsystem

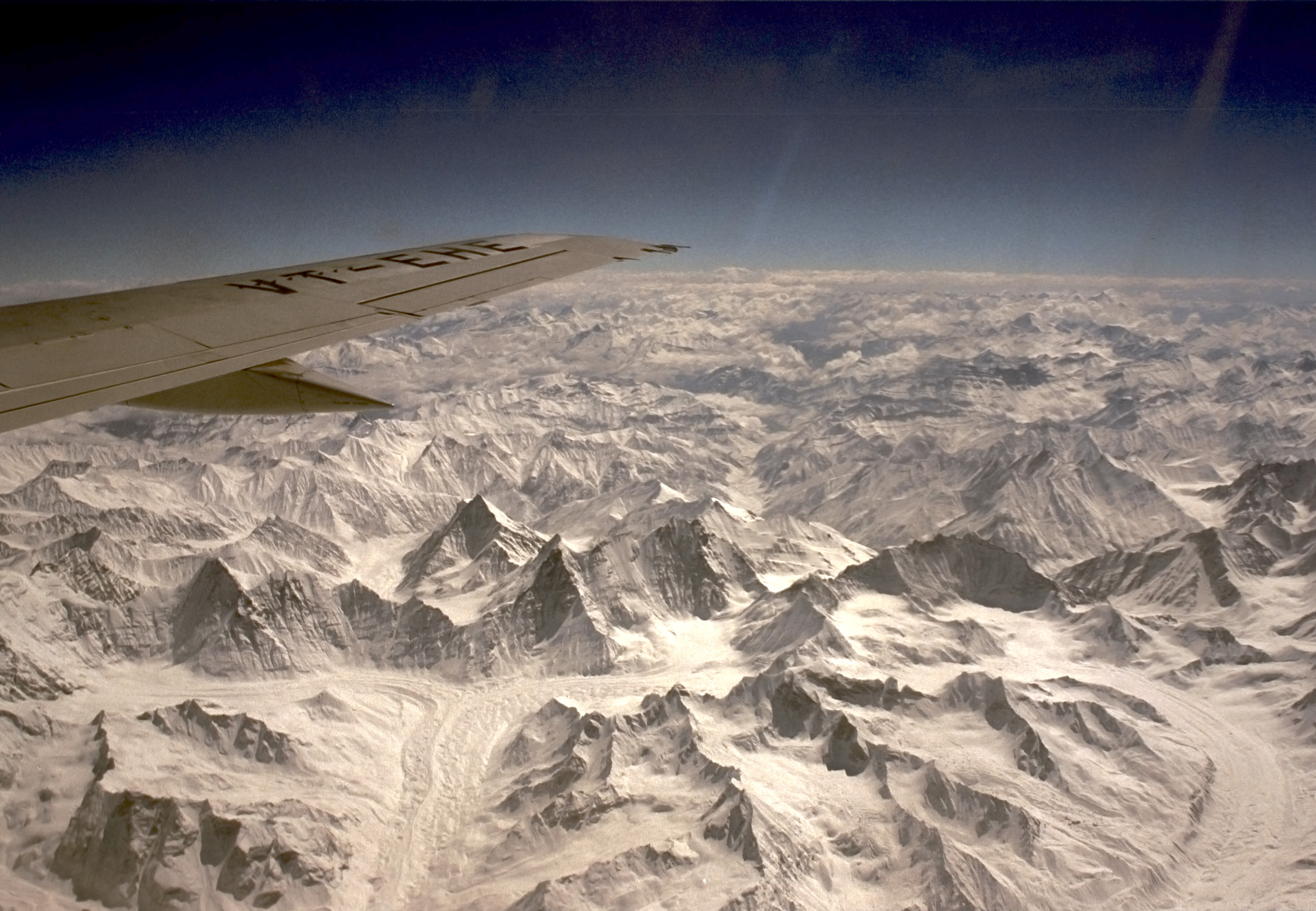
Glaciärer nära K2 i Pakistan.

Himalaya omges av ett stort antal glaciärer, noterbara bland dessa är Siachen-glaciären, den största glaciären i världen utanför polregionerna. Några andra kända glaciärer är exempelvis Gangotri och Yamunotri (Uttarakhand), Nubra, Biafo och Baltoro (Karakoram-regionen), Zemu (Sikkim) och Khumbu-glaciärerna (Mount Everest-regionerna).

## Klimatinverkan

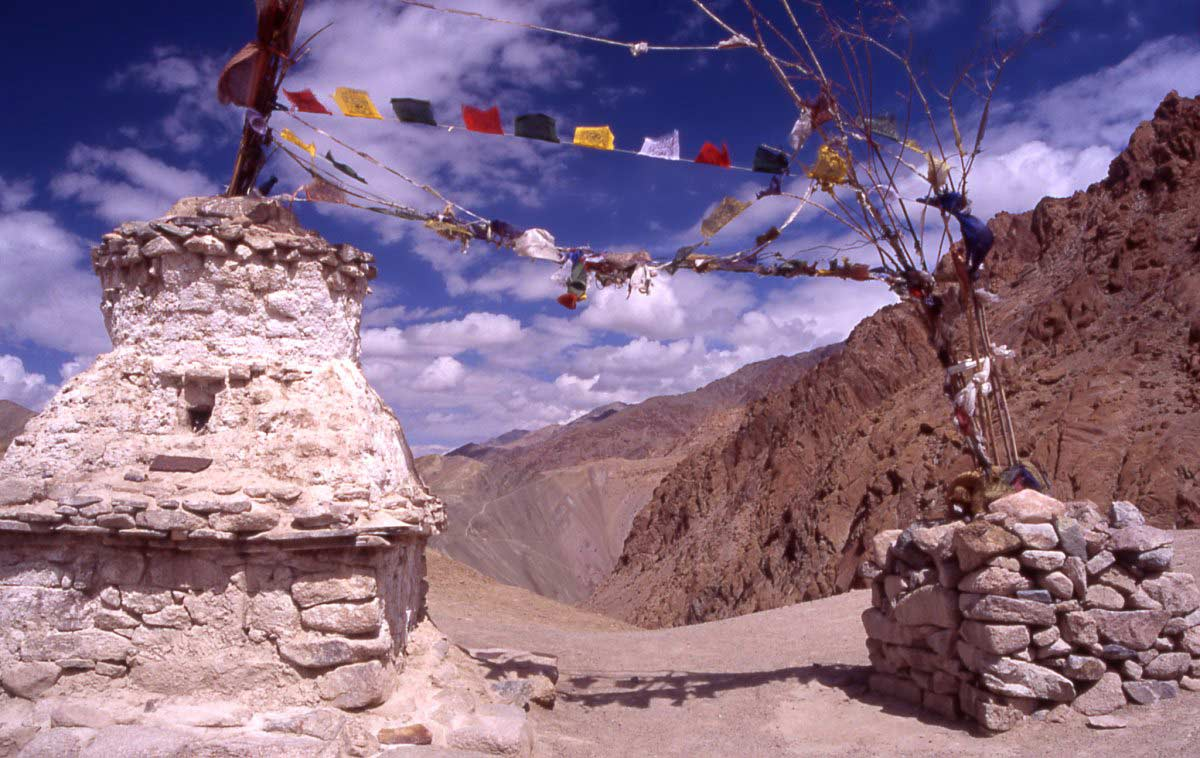
Passage i Ladakh med typiska buddhistiska böneflaggor och stupa.

Himalaya har en djupgående påverkan på klimatet på Indiska halvön och Tibetplatån. Bergskedjan hindrar kalla torra arktiska vindar från att blåsa in på halvön, vilket gör Sydasien mycket varmare än motsvarande temperaturregioner på andra kontinenter. Det bildas även en barriär för monsunvindarna, vilket hindrar dem från att vandra norråt och orsaka kraftiga regnfall i Terairegionen. Himalaya anses även ha spelat en avgörande roll för bildandet av de centralasiatiska öknarna som exempelvis Gobiöknen och Takla Makan.
Bergskedjan hindrar även västliga vinteroroligheter från Iran från att fortsätta längre, vilket resulterar i snö i Kashmir och regn över vissa delar av Punjab och norra Indien. Trots att Himalaya är en barriär mot kalla nordliga vintervindar så får Brahmaputradalen in en del av de kalla vindarna, vilket leder till en sänkt temperatur i nordöstliga Indien och Bangladesh. Dessa vindar orsakar även den nordöstliga monsunen under den säsongen för de här delarna.
Väderfenomenet jetström påverkar ibland vår bild av de högsta topparna på jorden. De starka vindströmningarna från väst passerar Everestberget, vilket skapar en plym av snö som blåser från topparna, vilket är synligt på långt avstånd.

## Inverkan på politik och kultur

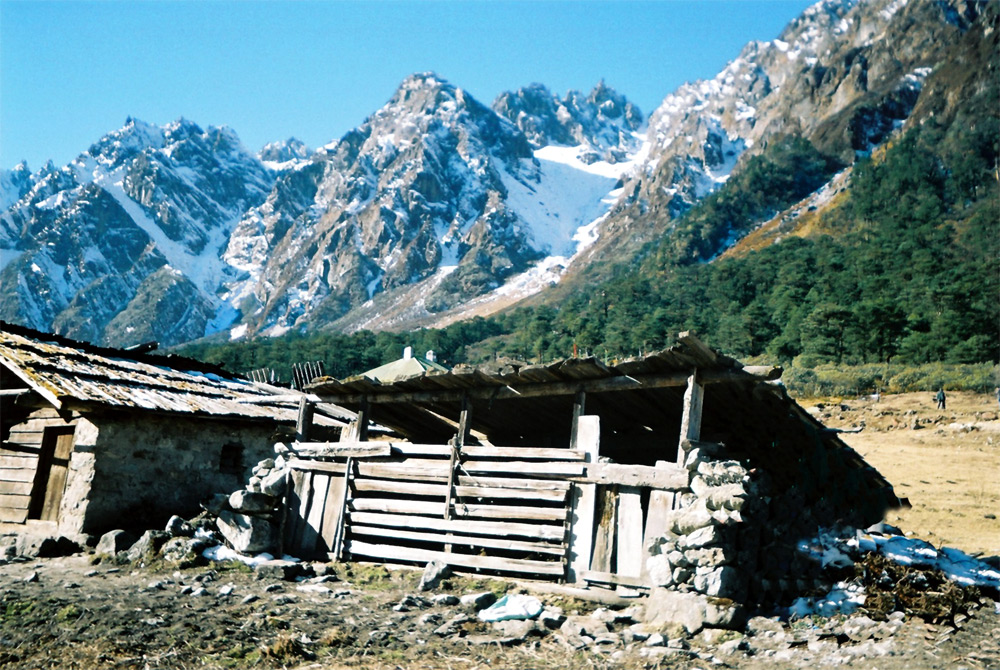
Bergshyddor likt dessa används under sommarmånaderna som skydd för boskap som vid den här årstiden går på bete på högre höjder.

På grund av Himalayas vidd och höjd så har det blev en naturligt hinder för förflyttning av människor under tiotusentals år. Detta har särskilt hindrat beblandning mellan människor från Indiska halvön och människor från Kina och Mongoliet, vilket har lett till en avsevärd skillnad i språk och kultur mellan dessa regioner. Bergskedjan har även hindrat handelsrutter och militära expeditioner längs dess utsträckning. Exempelvis så kunde inte den mongoliske härskaren Djingis khan utvidga sitt imperium söder om Himalaya och in på halvön.

## Himal
Ordet himal är nepali och betyder snötäckt berg, det förekommer i ett flertal bergs namn i Himalaya. I Nepal finns följande berg: 
- Sagarmatha Himal
- Annapurna Himal
- Ganesh Himal
- Langtang Himal
- Manaslu Himal
- Rolwaling Himal
- Jugal Himal
- Gauri Sankar Himal
- Kanjirowa Himal
- Khumbu Himal
- Dhaulagiri Himal

## Bergstoppar
| Berg          | Andra namn                                                      | Höjd (m ö.h.) | Anmärkningar                                                                                         |
| ------------- | --------------------------------------------------------------- | ------------- | --- |
| Mount Everest | Sagarmatha, Chomolangma eller Qomolangma (”Gudinnan på toppen”) | 8 848         | Världens högsta berg, bestegs första gången 1953                                                     |
| Kanchenjunga  | Kangchen Dzö-nga                                                | 8 586         | Världens tredje högsta berg, Indiens högsta berg och Nepals näst högsta. Bestegs första gången 1955. |
| Lhotse        | -                                                               | 8 501         | Världens fjärde högsta berg. Mount Everests grannberg. Bestegs första gången 1956.                   |
| Makalu        | -                                                               | 8 462         | Världens femte högsta berg. Bestegs första gången 1955.                                              |

Resten av världens högsta berg upp till 14 finns i Himalaya och Karakoram.

## Sjöar

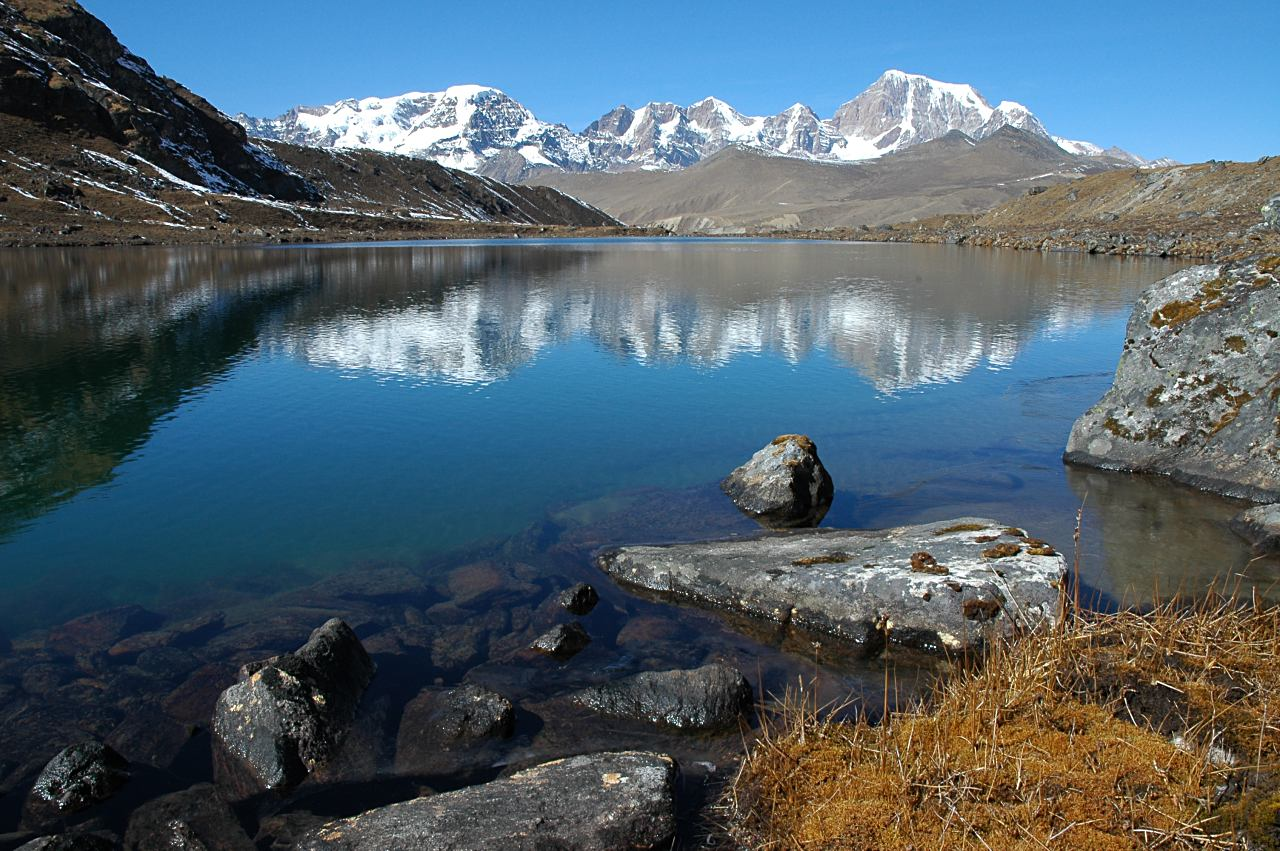
Sikkim i Indien är en högt belägen sjö på en höjd av 5 000 meter över havet.

Himalayaregionen är översållad med hundratals sjöar. De flesta sjöar hittas på höjder av mindre än 5 000 meter, och sjöarnas storlek avtar med höjden över havet. Den största sjön är Pangong Tso, som sträcker sig över gränsen mellan Indien och Tibet. Den är belägen på 4 600 meters höjd, och är åtta kilometer bred och nästan 134 kilometer lång. Andra större sjöar är Tsongmosjön, nära gränsen mot tidigare Indokina i Sikkim (Indien) – och Tilichosjön i Nepal nära Annapurnamassiven, en stor sjö vars område var stängt för utomstående ända tills nyligen.
Bergssjöarna är bland engelskspråkiga geografer kända som tarns, om de uppstår genom glaciärisk aktivitet. Dessa hittas för det mesta i de högre delarna av Himalaya, på omkring 5 500 meter över havet.

## Religion

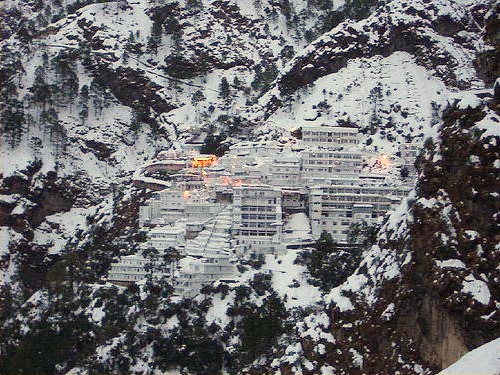
Helgedomen Vaishno Devi nära Jammu i Indien.

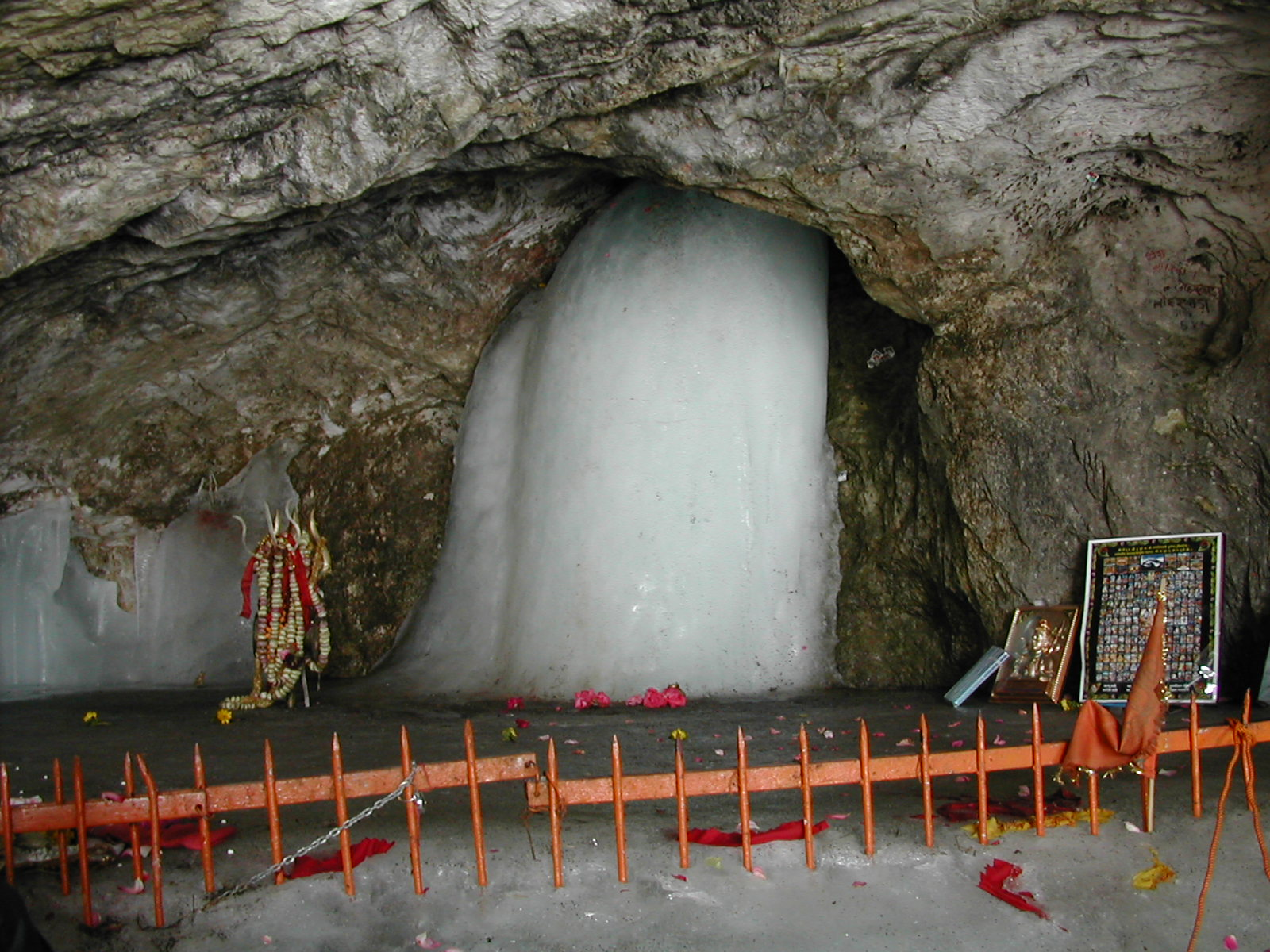
Isgrottan i Amarnāth.

Flera platser i Himalaya är av religiös betydelse inom hinduism och buddhism. Inom hinduismen, personifieras Himalaya av guden Himavat, far till Shivas maka, Parvati.
- Haridwar, platsen där floden Ganges möter slättlandet.
- Badrinath, ett tempel tillägnat Vishnu.
- Kedarnath, där en av de tolv Jyotirlinga finns.
- Gaumukh, källan till Bhagirathi (och därmed, i förlängningen, Ganges), ligger några få miles ovan staden Gangotri.
- Deoprayag, där Alaknanda och Bhagirathi flyter samman och skapar Ganges.
- Rishikesh, har ett Lakshmana-tempel
- Mount Kailash, en 6 638 meter hög topp som är den hinduiska guden Shivas boning och vördas även av buddhister. Floden Manasarowar flyter vid Mount Kailashs fot och är källan till Brahmaputra.
- Amarnath, har en naturlig Shivalinga av is som formas under några veckor varje år. Tusentals människor besöker grottan under dessa få veckor.
- Vaishno Devi är en populär helgedom bland Durga-anhängare.
- Flera Tibetanska buddhistplatser ligger i Himalaya, däribland Dalai lamas hem.
- Yetin är en av kryptozoologins mest berömda varelser. Denna stora primatliknande varelse tros bo i Himalaya. De flesta forskare och experter anser att de nuvarande bevisen för Yetins existens ej är övertygande, och ett resultat av bluffar, legender eller felidentifiering av andra vanliga varelser.
- Shambhala är en mytisk stad inom buddhismen, med flera olika legender förknippade med den. Enligt vissa legender är den en riktig stad där hemliga buddhistiska läror förvaras, medan den enligt andra legender inte existerar fysiskt utan kan bara nås i tanken.
- Sri Hemkund Sahib är en sikhisk gurudwara där Guru Gobind Singh hävdas ha mediterat och uppnått upplysning i en tidigare inkarnation.

## Fiktionens Himalaya
- Shangri-La är en fiktiv utopi någonstans i Himalaya, baserat på legendens Shambhala. Det beskrevs i romanen Bortom horisonten, av den brittiske författaren James Hilton 1933.[8]
- Rumer Goddens roman Svarte Narcissus (1939) handlar om en nunneorden som etablerar ett kloster i Himalaya. Filmen kom 1947, med Deborah Kerr i en av huvudrollerna, spelades inte in i Himalaya och bergen är bara kulisser.[9]
- Tintin i Tibet är ett seriealbum skrivet och illustrerat av belgaren Hergé, och handlar om hur den unge reportern Tintin undersöker en flygolycka på Gosain Than-massivet i Himalaya. (1960)
- Hollywoodfilmen Vertical Limit (år 2000), utspelar sig på K2:s topp i Karakoram, i Pakistan.[10]
- Flera nivåer i Tomb Raider II och en nivå i Tomb Raider: Legend i Tomb Raider-serien utspelar sig i Himalaya.
- Inheritance of Loss av Kiran Desai utspelar sig delvis i Himalayas berg. Den belönades med Man Booker Prize (2006).[11]
- Isabel Allendes roman Kingdom of the Golden Dragon utspelar sig huvudsakligen i the Forbidden Kingdom, ett påhittat land i Himalaya.[12]

## Galleri

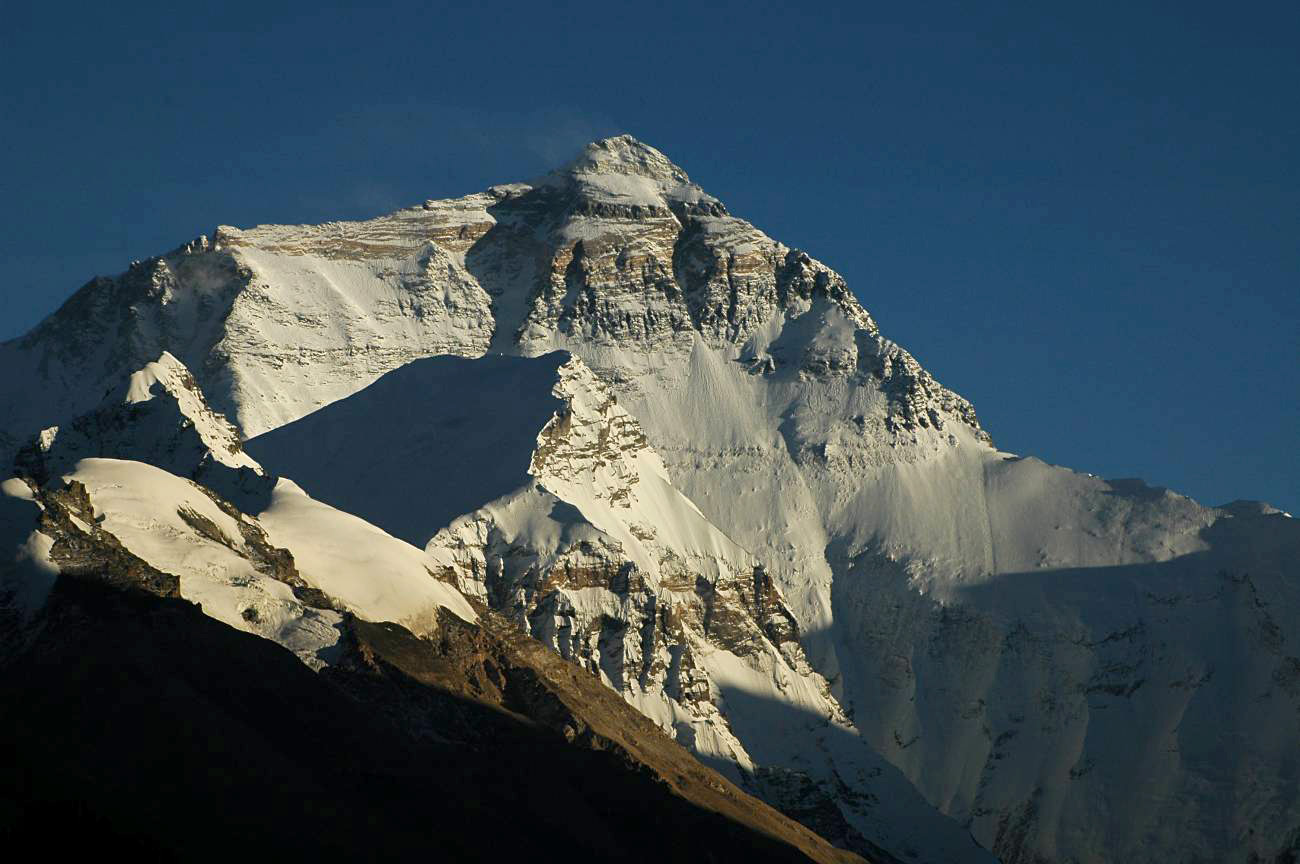
Mount Everests nordsida, sett från Rongbuk i Tibet.
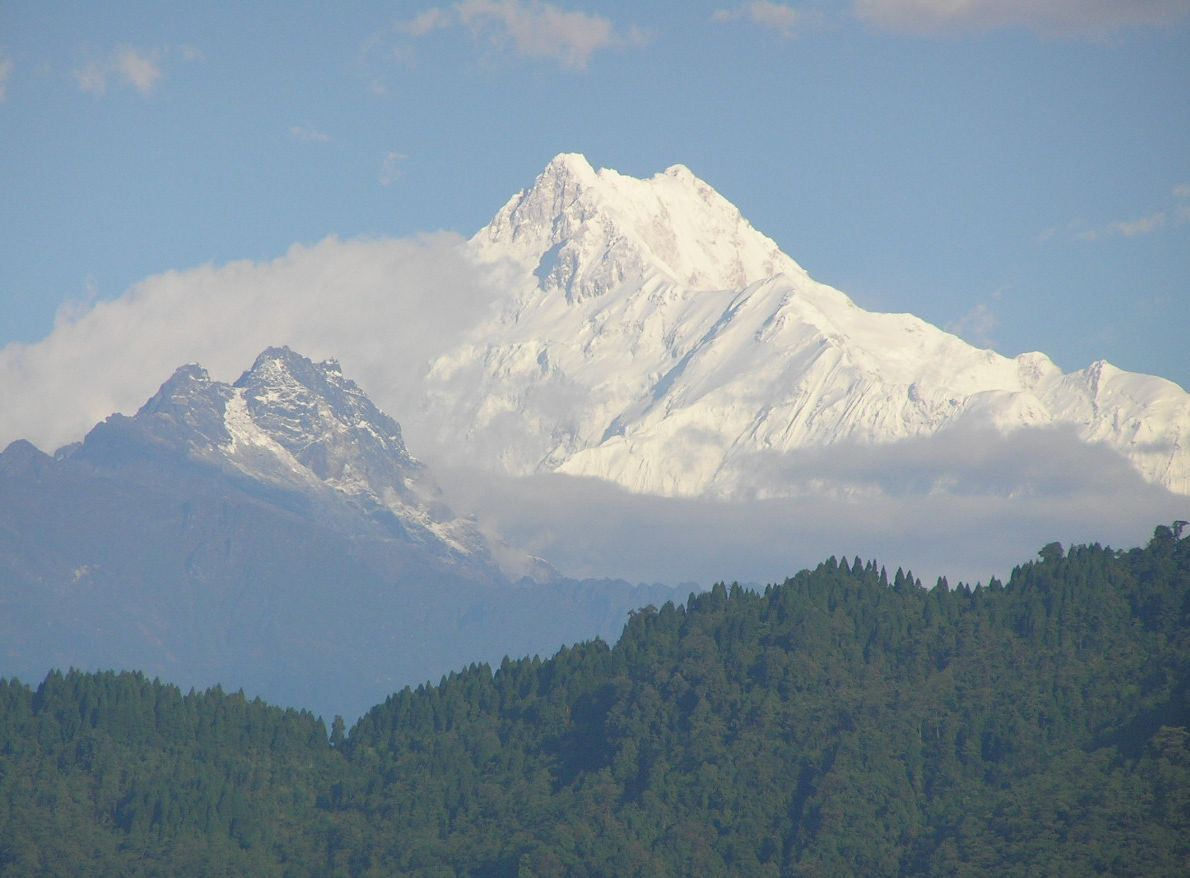
Kangchenjunga, världens tredje högsta berg, sett från Chouda Peri
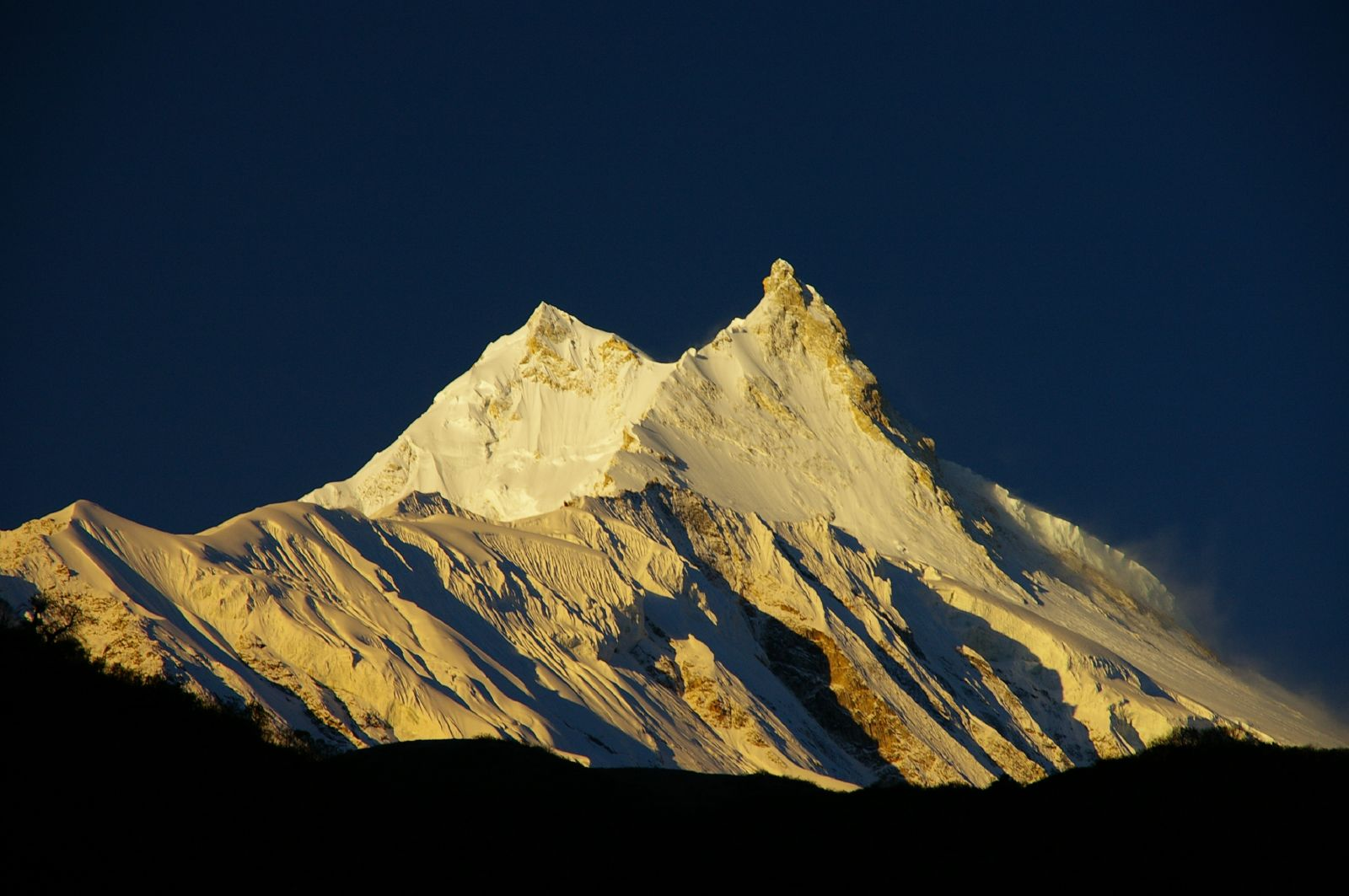
Manaslu, världens åttonde högsta berg.
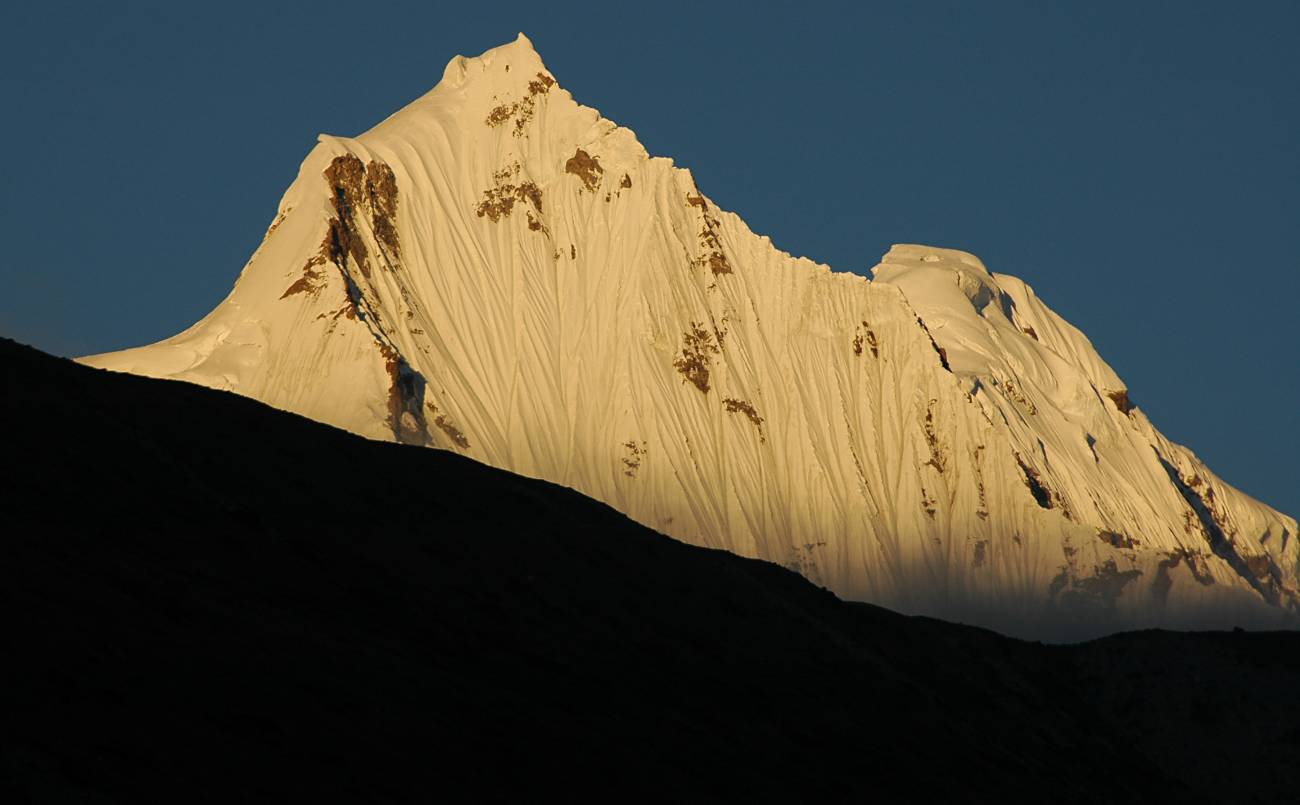
Norra Sikkim.
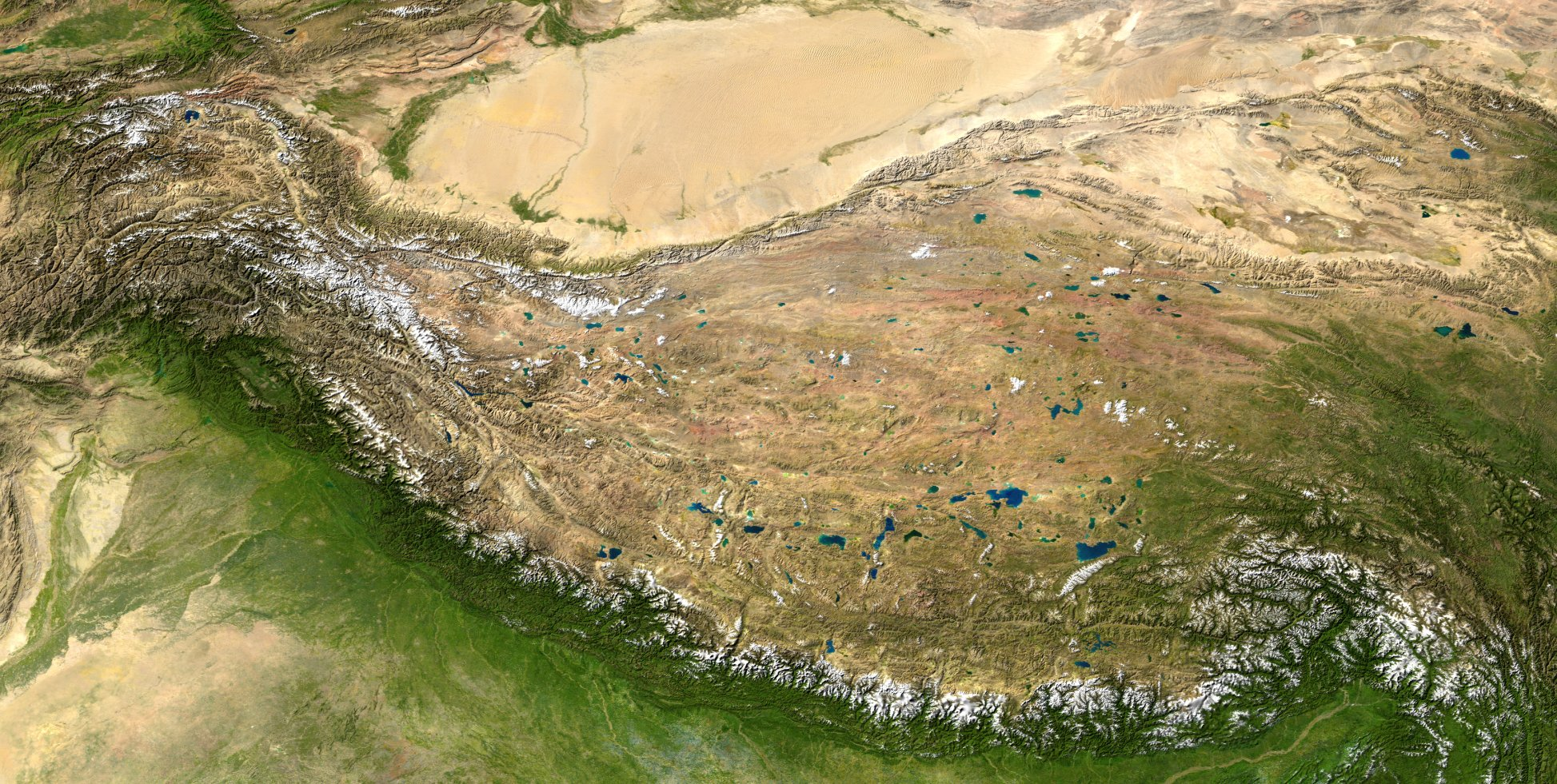
Kompositsatellitbild.